# 카드놀이 (뤼미에르 형제의 영화)
《카드놀이》(Partie d'écarté, Card Party)는 1896년 프랑스의 단편 무성영화로, 루이 뤼미에르가 제작하였다. 뤼미에르 형제가 초창기에 찍었던 여느 영화처럼 영사기와 촬영기를 겸한 시네마토그래프로 촬영하였으며, 35mm 필름에 화면비는 1.33:1로 제작되었다.

## 상세
정원 테이블에 앉은 세 남자가 카드놀이를 하는 모습을 담은 영상이다. 뤼미에르 본인과 그 친구 펠리시앙 트르웨, 알퐁스 윙클러가 출연하였으며, 프랑스식 카드놀이인 에카르테를 하고 있다. 웨이터는 이따금씩 말을 걸며 놀이판을 흥미롭게 구경하다가, 이긴 두 사람에게 박수를 보낸다. 세 사람은 서로의 우정을 기념삼아 건배한다.
프랑스 리옹 근교의 라시오타 시에 있는 클로 데 플라주 저택 (Villa du Clos des Plages)에서 촬영했다. 영화의 소재가 된 에카르테는 1890년부터 1892년까지 프랑스에서 큰 인기를 끌던 놀이로, 화가 폴 세잔의 그림인 《카드놀이하는 사람들》 (1895)에서도 소재로 쓰이는 등 당대 예술작품에서 종종 등장한다.
전세계적으로 순회 상영회를 가졌는데 영국에서는 'Card Game', 'Game of Cards'란 이름으로, 미국에서는 'The Messers. Lumière at Cards'이란 제목으로 공개되었다. 동시대 활동하던 프랑스의 또다른 영화감독인 조르주 멜리에스 역시 똑같은 소재지만 좀 더 유쾌한 분위기의 영화 《카드놀이》 (Une partie de cartes)를 제작하기도 했다.
뤼미에르의 모든 작품과 마찬가지로 촬영된 지 100년이 넘은 영화인 만큼 퍼블릭 도메인으로 저작권이 소멸되었기에 유튜브 등지의 인터넷상에서 감상할 수 있다.